# Face (sociologie)
Pour les articles homonymes, voir Face.
La face est un concept de sociologie qui désigne la valeur sociale d'un individu en société.

## Concept
Le concept de face est utilisé dans un sens sociologique par Erving Goffman. Dans Les Rites d'interaction, il se fonde sur une approche interactionniste pour étudier les relations entre les individus dans un groupe social donné. Il considère la face comme « la valeur sociale positive qu'une personne revendique effectivement à travers une ligne d'action que les autres supposent qu'elle a adoptée au cours d'un contact particulier ». La face est donc liée à la personnalité, c'est-à-dire à ce que l'individu donne à montrer en société.
En interaction avec d'autres, la règle fondamentale que doit respecter tout individu est de préserver sa face et celle de ses partenaires. C'est la condition de possibilité de toute interaction, car la face est sacrée. Un travail de figuration assure le respect de sa face et celle des autres, évitant de les compromettre : c'est le tact, le savoir-vivre ou encore la diplomatie. Des échanges réparateurs viennent rétablir l'ordre lorsqu'un incident a eu lieu : le fautif peut par exemple présenter ses excuses, et le public lui pardonne, afin de retrouver un équilibre.